# Праймориальное простое
В теории чисел праймориальным простым числом называется простое число вида pn# ± 1, где pn# — праймориал pn (то есть произведение первых n простых чисел).
pn# − 1 является простым для n = 2, 3, 5, 6, 13, 24, … последовательность A057704 в OEIS
pn# + 1 является простым для n = 1, 2, 3, 4, 5, 11, … последовательность A014545 в OEIS
Несколько первых праймориальных простых:
3, 5, 7, 29, 31, 211, 2309, 2311, 30 029, 200 560 490 131, 304 250 263 527 209, … последовательность A228486 в OEIS.
Максимальным известным праймориальным простым числом вида "pn# − 1" является число 3267113# - 1  с 1418398 знаками, оно было найдено в проекте PrimeGrid в 2021 году. 
Максимальным известным праймориальным простым числом вида "pn# + 1" является число 392113# + 1 с 169966 знаками, оно было найдено Даниэлем Хойером в 2001 году.

### Числа Евклида
Числа вида pn# + 1 (не обязательно простые) называются числами Евклида.
Несколько первых чисел Евклида:
3, 7, 31, 211, 2311, 30 031, 510 511, … последовательность A006862 в OEIS.
Широко распространено мнение, что идея праймориальных простых принадлежит Евклиду и появилась в его доказательстве бесконечности числа простых чисел:
Предположим, что существует только n простых чисел, тогда число pn# + 1 взаимно просто с ними, а значит либо оно является простым, либо существует ещё одно простое число.
Открытой проблемой остаётся, конечно или бесконечно количество праймориальных простых чисел (и, в частности, простых чисел Евклида).
Число Евклида E6 = 13# + 1 = 30031 = 59 x 509 составное, что демонстрирует, что не все числа Евклида — простые.
Числа Евклида не могут быть квадратными, поскольку они всегда сравнимы с 3 mod 4.
Для всех n ≥ 3 последний знак En равен 1, поскольку En − 1 делится на 2 и 5.